# Nedašov
Nedašov (en allemand : Nedasch) est une commune du district et de la région de Zlín, en République tchèque. Sa population s'élevait à 1 373 habitants en 2020.

## Géographie
Nedašov se trouve près de la frontière avec la Slovaquie, à 4 km au nord-est de Brumov-Bylnice, à 32 km au sud-est de Zlín, à 107 km à l'est-sud-est de Brno et à 284 km au sud-est de Prague.

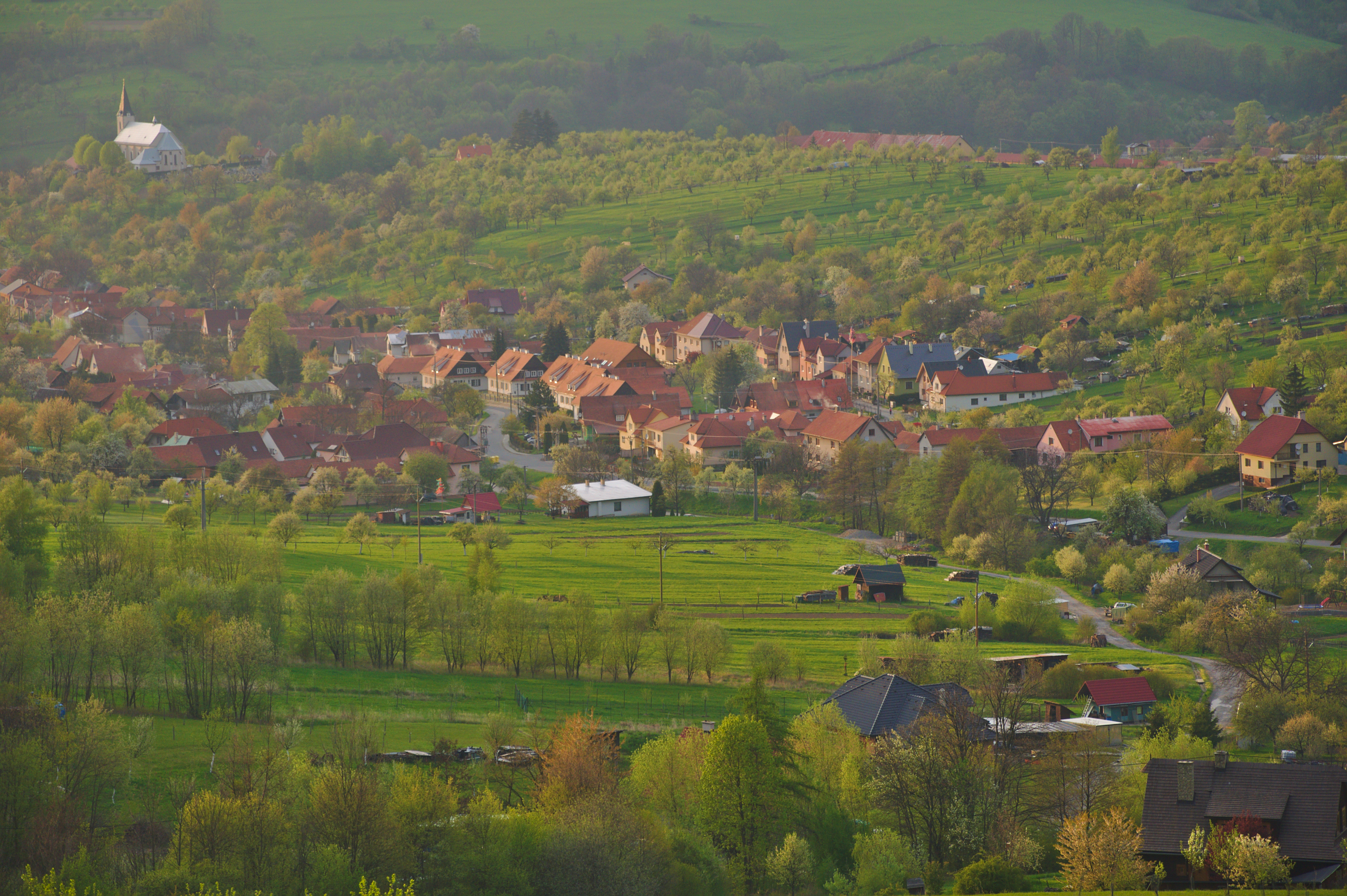
Vue générale de Nedašov.

La commune est limitée par Nedašova Lhota au nord, par la Slovaquie à l'est, par Brumov-Bylnice au sud, et par Návojná à l'ouest.

## Histoire
La première mention écrite du village date de 1424.

## Transports
Par la route, Nedašov se trouve à 4 km de Brumov-Bylnice, à 46 km de Zlín, à 127 km de Brno et à 334 km de Prague.